# Punotangara
Punotangara (Stilpnia meyerdeschauenseei) är en fågel i familjen tangaror inom ordningen tättingar.

## Utseende och läte
Punotangaran är en 14 cm lång huvudsakligen turkosgrön tangara. Hjässan är grönaktig till halmgul, medan resten av ovansidan är blågrön uppblandat med halmgult, framför allt på övergumön. Underisdan är blå med beigefärgad anstrykning, mest synligt på undre stjärttäckarna. Lätet beskrivs som ett rätt hård och kort "cheeup cheeup cheeup".

## Utbredning och systematik
Fågeln förekommer i Andernas östsluttning i Puno i allra sydöstligaste Peru. Den behandlas som monotypisk, det vill säga att den inte delas in i några underarter.

### Släktestillhörighet
Traditionellt placeras arten i släktet Tangara. Genetiska studier visar dock att släktet är polyfyletiskt, där en del av arterna står närmare släktet Thraupis. Dessa resultat har implementerats på olika sätt av de internationella taxonomiska auktoriteterna, där vissa expanderar Tangara till att även inkludera Thraupis, medan andra, som tongivande Clements et al., delar upp Tangara i mindre släkten. I det senare fallet lyfts punotangaran med släktingar ut till släktet Stilpnia, och denna linje följs här.

## Status
Arten har ett begränsat utbredningsområde, men ökar i antal. Beståndet uppskattas till mellan 1000 och 2500 vuxna individer. IUCN kategoriserar arten som nära hotad.

## Namn
Fågelns vetenskapliga artnamn hedrar amerikanske ornitologen Rodolphe Meyer de Schauensee (1901–1986).